# De Bol (molen)
De Bol is een korenmolen in Varik in de Nederlandse provincie Gelderland.
De molen is in 1867 gebouwd ter vervanging van een wipkorenmolen. In 1964 vond een restauratie plaats waarna de molen de hoofdprijs was in een loterij van het Prins Bernhardfonds. In 1981 is de molen wederom gerestaureerd waarna de molen af en toe in bedrijf was. Thans is de onderhoudstoestand van de molen dermate slecht dat draaien niet meer mogelijk is.
De roeden van de molen zijn 21,50 meter lang en zijn voorzien van het Oudhollands hekwerk. De inrichting bestaat uit een koppel maalstenen. De molen is verder ingericht als woning en is eigendom van een particulier.
Tijdens de restauratie van de molen, is de molen in verband met de verslechterde windvang 1 meter opgevijzeld. Tevens zijn de wieken van Van Bussel stroomlijnneuzen voorzien.